# Movistar Team/2012
Deze pagina geeft een overzicht van de Movistar Team ProTeam-wielerploeg in  2012. Het team is dit seizoen een van de 18 teams die het recht hebben, maar ook de plicht, deel te nemen aan alle wedstrijden van de UCI World Tour.

## Algemeen
Sponsor: telecomgigant Telefónica
Algemeen Manager: José Luis Laguia Martinez
Ploegleiders: José Luis Jaimerena, Yvon Ledanois, José Luis Arrieta, Alfonso Galilea Zurbano
Fietsen: Pinarello
Onderdelen: Campagnolo
Kleding: Nalini
Budget: niet bekend
Kopmannen: Juan José Cobo, Rui Costa, José Joaquín Rojas, Alejandro Valverde

## Renners
| Naam                 | Geboortedatum | Nationaliteit | Ploeg 2011                          |
| -------------------- | ------------- | ------------- | ----------------------------------- |
| Andrey Amador        | 29-08-1986    | Costa Rica    |                                     |
| David Arroyo         | 07-01-1980    | Spanje        |                                     |
| Marzio Bruseghin     | 15-06-1974    | Italië        |                                     |
| Jonathan Castroviejo | 27-04-1987    | Spanje        | Euskaltel-Euskadi                   |
| Juan José Cobo       | 11-02-1981    | Spanje        | Geox-TMC                            |
| Imanol Erviti        | 15-18-1983    | Spanje        |                                     |
| Rui Costa            | 05-10-1986    | Portugal      |                                     |
| Jesús Herrada        | 26-07-1990    | Spanje        |                                     |
| José Herrada         | 01-10-1985    | Spanje        | Caja Rural                          |
| José Iván Gutiérrez  | 27-11-1978    | Spanje        |                                     |
| Beñat Intxausti      | 20-03-1986    | Spanje        |                                     |
| Francisco Iriarte    | 11-11-1986    | Spanje        |                                     |
| Vladimir Karpets     | 20-09-1980    | Rusland       | Katjoesja                           |
| Vasil Kiryjenka      | 28-06-1981    | Wit-Rusland   |                                     |
| Ignatas Konovalovas  | 08-12-1985    | Litouwen      |                                     |
| Pablo Lastras        | 20-01-1976    | Spanje        |                                     |
| David López García   | 13-05-1981    | Spanje        |                                     |
| Ángel Madrazo        | 30-07-1988    | Spanje        |                                     |
| Javier Moreno        | 18-07-1984    | Spanje        | Caja Rural                          |
| Sergio Pardilla      | 16-01-1984    | Spanje        |                                     |
| Rubén Plaza          | 29-02-1980    | Spanje        |                                     |
| Nairo Quintana       | 04-02-1990    | Colombia      | Colombia es Pasión-Café de Colombia |
| José Joaquín Rojas   | 08-08-1985    | Spanje        |                                     |
| Branislaw Samojlaw   | 25-05-1985    | Wit-Rusland   |                                     |
| Enrique Sanz         | 10-09-1989    | Spanje        |                                     |
| Alejandro Valverde   | 25-04-1980    | Spanje        | terug uit dopingschorsing           |
| Francisco Ventoso    | 06-05-1982    | Spanje        |                                     |
| Giovanni Visconti    | 13-01-1983    | Italië        | Farnese Vini-Neri Sottoli           |

## Belangrijke overwinningen
| Tour Down Under 5e etappe: Alejandro Valverde Ruta del Sol 2e etappe: Alejandro Valverde Eindklassement: Alejandro Valverde Ronde van Murcia 1e etappe: Nairo Quintana Eindklassement: Nairo Quintana Parijs-Nice 3e etappe: Alejandro Valverde Ronde van het Baskenland 1e etappe: José Joaquín Rojas Ronde van de Sarthe 4e etappe: Francisco Ventoso Klasika Primavera Winnaar: Giovanni Visconti Ronde van Castilië en León Eindklassement: Javier Moreno Ronde van Asturië 2e etappe A: Jesús Herrada Eindklassement: Beñat Intxausti Ronde van Madrid Proloog: Jonathan Castroviejo Ronde van Italië 9e etappe: Francisco Ventoso 14e etappe: Andrey Amador | Critérium du Dauphiné 6e etappe: Nairo Quintana Ronde van Zwitserland 1e etappe: Rui Costa Eindklassement: Rui Costa Route du Sud 3e etappe: Nairo Quintana Eindklassement: Nairo Quintana NK wielrennen Spanje - wegwedstrijd: Francisco Ventoso Wit-Rusland - tijdrit: Branislaw Samojlaw Ronde van Frankrijk 17e etappe: Alejandro Valverde Circuito de Getxo Winnaar: Giovanni Visconti Ronde van Spanje 1e etappe (ploegentijdrit): Beñat Intxausti, Jonathan Castroviejo, Javier Moreno, Nairo Quintana, Alejandro Valverde, Juan José Cobo, Imanol Erviti, Pablo Lastras, José Joaquín Rojas 3e etappe: Alejandro Valverde 8e etappe: Alejandro Valverde Ploegenklassement: Beñat Intxausti, Jonathan Castroviejo, Javier Moreno, Nairo Quintana, Alejandro Valverde, Juan José Cobo, Imanol Erviti, Pablo Lastras, José Joaquín Rojas Ronde van Poitou-Charentes 5e etappe: Francisco Ventoso Ronde van Emilia Winnaar: Nairo Quintana |

Mannen: 2003 · 2004 · 2005 · 2006 · 2007 · 2008 · 2009 · 2010 · 2011 · 2012 · 2013 · 2014 · 2015 · 2016 · 2017 · 2018 · 2019 · 2020 · 2021 · 2022 · 2023 · 2024 · 2025
Vrouwen: 2018 · 2019 · 2020 · 2021 · 2022 · 2023 · 2024
AG2R-La Mondiale · Astana · BMC Racing Team · Euskaltel-Euskadi · FDJ-Big Mat · Team Garmin-Sharp-Barracuda · Katjoesja · Lampre-ISD · Liquigas-Cannondale · Lotto-Belisol · Team Movistar · Omega Pharma-Quick Step · Orica-GreenEdge · Rabobank · RadioShack-Nissan-Trek · Saxo Bank-Tinkoff Bank · Sky ProCycling · Vacansoleil-DCM